# یواس‌اس ریونج (۱۷۷۶)

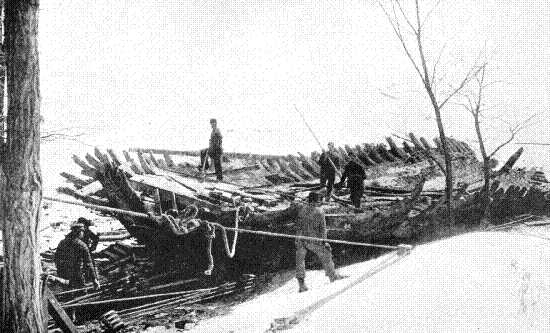

یواس‌اس ریونج (۱۷۷۶) (به انگلیسی: USS Revenge (1776)) یک کشتی بود. این کشتی در سال ۱۷۷۶ ساخته شد.